# Scheerlingroest
De scheerlingroest (Puccinia conii) is een schimmel behorend tot de familie Pucciniaceae. Biotrofe parasiet die uredinia en telia vormt op onderzijde blad, bladstelen en stengels van de gevlekte scheerling (Conium maculatum).

## Kenmerken
Op gevlekte scheerling (Conium maculatum) de enig bekende roest.

## Verspreiding
In Nederland komt de scheerlingroest uiterst zeldzaam voor.